# كيالي عبدول كوني
كيالي عبدول كوني (مواليد 8 أبريل 1997) هو لاعب كرة قدم محترف من ساحل العاج، يلعب في صفوف نادي سيوتا الإسباني. يلعب عادة في مركز الجناح، ويمكنه أيضًا اللعب كمهاجم.

## المسيرة
بعد أن بدأ مسيرته في بلده الأم، انتقل كوني إلى إسبانيا عام 2015 في سن الثامنة عشرة، وانضم في البداية إلى الفئات السنية لنادي ألكالا.
بعد إنهاء فترته في الفئات السنية، شارك كوني لأول مرة مع الفريق الرديف سي دي توليدو ب في Tercera División، ثم انتقل إلى فريق تريس كانتوس في نفس الدرجة عام 2017.
في عام 2019، انضم كوني إلى خيخون إندستريال في الدرجة الرابعة أيضًا.
في سبتمبر 2020، خضع لتجربة مع فريق سبورتينغ خيخون ب في الدوري الإسباني الدرجة الثانية ب، ووقّع معهم رسميًا في 2 أكتوبر.
في 3 يوليو 2021، أعلن نادي كاستييون عن التعاقد معه لمدة عامين.
في 18 أغسطس 2023، غادر إسبانيا وانضم إلى نادي نيا سلاميس فاماغوستا القبرصي في الدوري القبرصي الدرجة الأولى.
في يوليو 2024، انتقل إلى نادي اليرموك الكويتي. ثم عاد إلى إسبانيا في 9 يناير 2025 بعد توقيعه عقدًا لمدة ستة أشهر مع نادي إيه دي سيوتا إف سي المنافس في الدوري الإسباني الدرجة الثالثة. وقد شارك بانتظام وساهم في صعود الفريق إلى الدوري الإسباني الدرجة الثانية.

## روابط خارجية
- Kialy Abdoul Koné على موقع قاعدة بيانات كرة القدم.إي يو (الإنجليزية)